# Хенри VI
 Тази статия е за краля на Англия.  За пиесата на Уилям Шекспир вижте Хенри VI (пиеса).  
Хенри VI (на английски: Henry VI; * 6 декември 1421; † 21 май 1471) е крал на Англия в периода 31 август 1422 – 4 март 1461 и по-късно в периода 31 октомври 1470 – 11 април 1471.

## Произход
Хенри VI е единственото дете на Хенри V и Катрин дьо Валоа.

## Крал на Англия (1422 – 1471)

### Регентство. Брак с Маргарита Анжуйска
Хенри се възкачва на трона като бебе след смъртта на баща си и е обявен за крал на Англия и Франция. По време на неговото непълнолетие управляват чичовците му – съответно Бедфордският херцог като регент на Франция и Глостърският херцог като регент на Англия. Образован е от Ричард Бюшомп.
През 1445 г. Хенри се жени се за Маргьорит д`Анжу. Те имат един син – Едуард, който е убит в битка на 20 май 1471 г. ден преди да екзекутират баща му Хенри VI в Тауър.
Цялото царуване на Хенри е свързано с войни за задържането на двете корони – на Англия и Франция. Накрая той загубва и двете.

### Стогодишната война и нейният край
Войната с Франция продължава, но след появата на Жана д`Арк предимството преминава на френска страна. Девата спасява дофина Шарл, който на 17 юли 1429 г. е коронясан в Реймската катедрала за крал на Франция под името Шарл VII, а самата Жана е изгорена на клада от англичаните. Англичаните губят Бретан (1449), Нормандия (1450) и Гаскония (1453). Стогодишната война приключва през 1453 г. с Парижкия мирен договор, съгласно който Хенри губи претенцията си за френския престол, а в английско владение във Франция остава само крайбрежният град Кале.
През 1453 г. Хенри се разболява от психическо заболяване, което наследява от дядо си Шарл VI. След заболяването на краля Англия се управлява временно от Ричард Плантагенет, херцог на Йорк, избран за лорд-протектор. Кралят оздравява, но нестабилността на управлението води до разрастване на Войната на Розите между родовете Йорк и Ланкастър. Йорк пленява краля през 1460 г. и го принуждава да го признае за наследник на короната.

### Бягство, разгром и смърт
Хенри бяга и се присъединява към войските на династията Ланкастър, с които напада Йорк при Таутън, но е разгромен от херцога – 1461 г. Синът на Ричард – Едуард е обявен за крал под името Едуард IV, а Хенри и Маргьорит бягат в изгнание в Шотландия, но са пленени през 1465 г. и са заточени в Лондонската кула. Последният крал от династията Ланкастър е убит на 21 май 1471.